# Östergötlands runinskrifter 164
Östergötlands runinskrifter 164 är ett vikingatida runstensfragment av sandsten som funnits vid kyrkoherdebostället, Motala och Motala kommun. Stenen förvaras på Östergötlands länsmuseum. Fragmentet är 23 centimeter långt och 15 centimeter brett.

## Inskriften
Translitterering av runraden:
... at arn... ... -oa...
Normalisering till runsvenska:
... at(?) Arn...(?) ... [I]oa[n(?)]
Översättning till nusvenska:
... efter(?) Arn-(?) ... Johan(?)